# Željeznice Republike Srpske
Željeznice Republike Srpske (en serbio cirílico: Жeљeзницe Peпубликe Cpпcкe; traducido al castellano como «Ferrocarriles de la República Srpska», abreviado ŽRS) es la empresa estatal de transporte ferroviario de la Republika Srpska, una de las dos compañías ferroviarias que existen en Bosnia y Herzegovina —la otra es ŽFBH, de la Federación de Bosnia y Herzegovina—. La compañía opera 424 kilómetros de vías y su sede está en Banja Luka.

## Historia
Su antecesora fue Ferrocarriles Yugoslavos (JŽ), que desapareció durante la desmembración de Yugoslavia. En 1991 fue fundada Željeznice Srpske, pero tras los acuerdos de Dayton y la formación de la Republika Srpska, en marzo de 1992 se formó la actual compañía Željeznice Republike Srpske. Tiene su sede en Banja Luka, la ciudad más importante de la Republika Srpska, pero también cuenta con una subsede en Doboj.

## Material rodante
ŽRS firmó un contrato por 200 vagones con empresa polaca EKK Wagon, que incluye equipos de taller. Los vagones están diseñados para circular a 120 km/h con 22,5 toneladas de carga por eje. El pedido fue firmado con un crédito de 20 millones de euros.
| Modelo  | Tipo                      | Imagen | Notas    |
| ------- | ------------------------- | ------ | -------- |
| 411     | Unidad eléctrica múltiple |        | Inactivo |
| 441     | Locomotora eléctrica      |        | Activo   |
| 642     | Locomotora diesel         |        | Activo   |
| 643     | Locomotora diesel         |        | Activo   |
| 661     | Locomotora diesel         |        | Activo   |
| Rh 2062 | Locomotora diesel         |        | Activo   |
| 813     | Unidad diesel múltiple    |        | Activo   |

## Imágenes

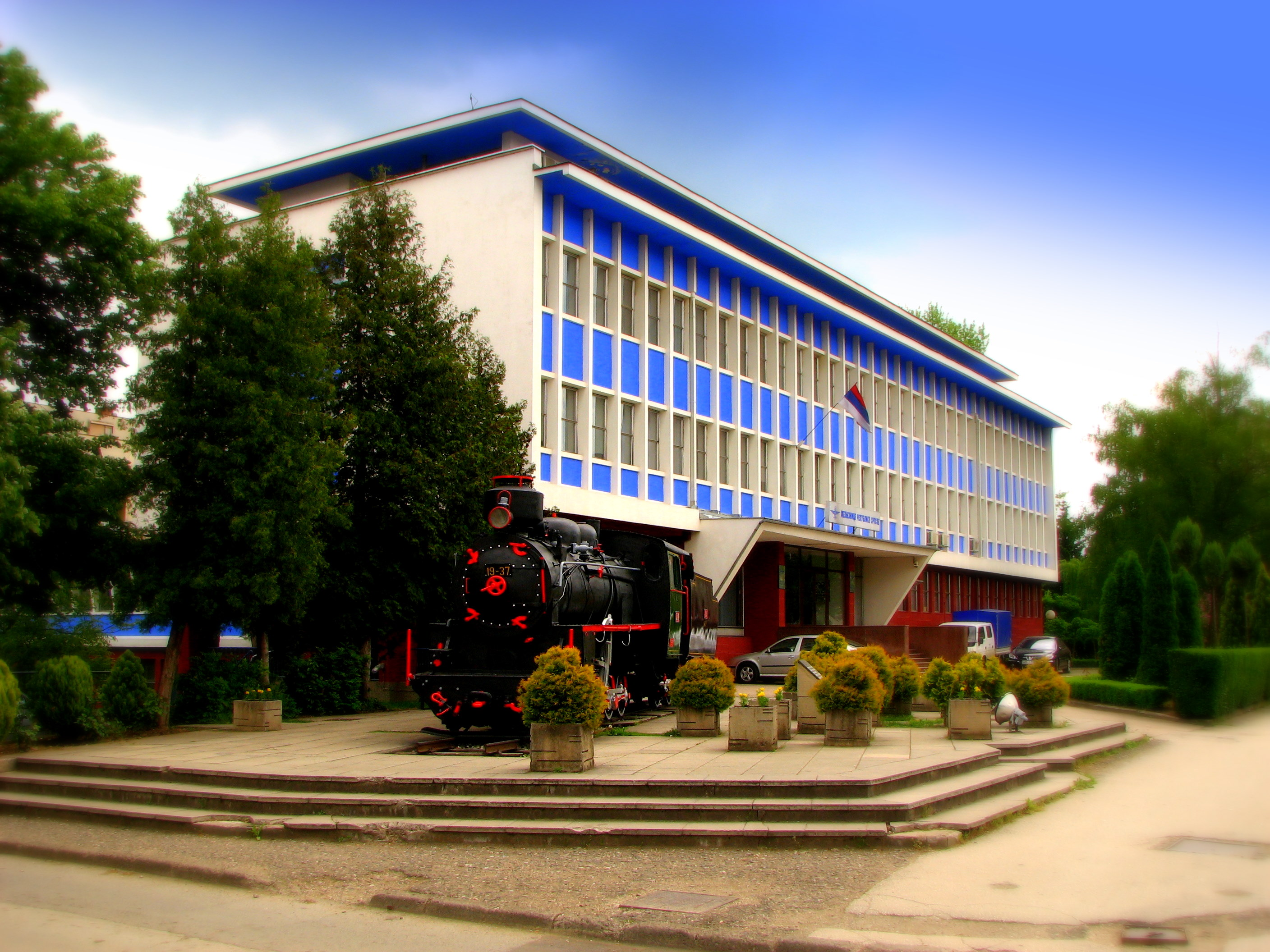
Sede en Banja Luka
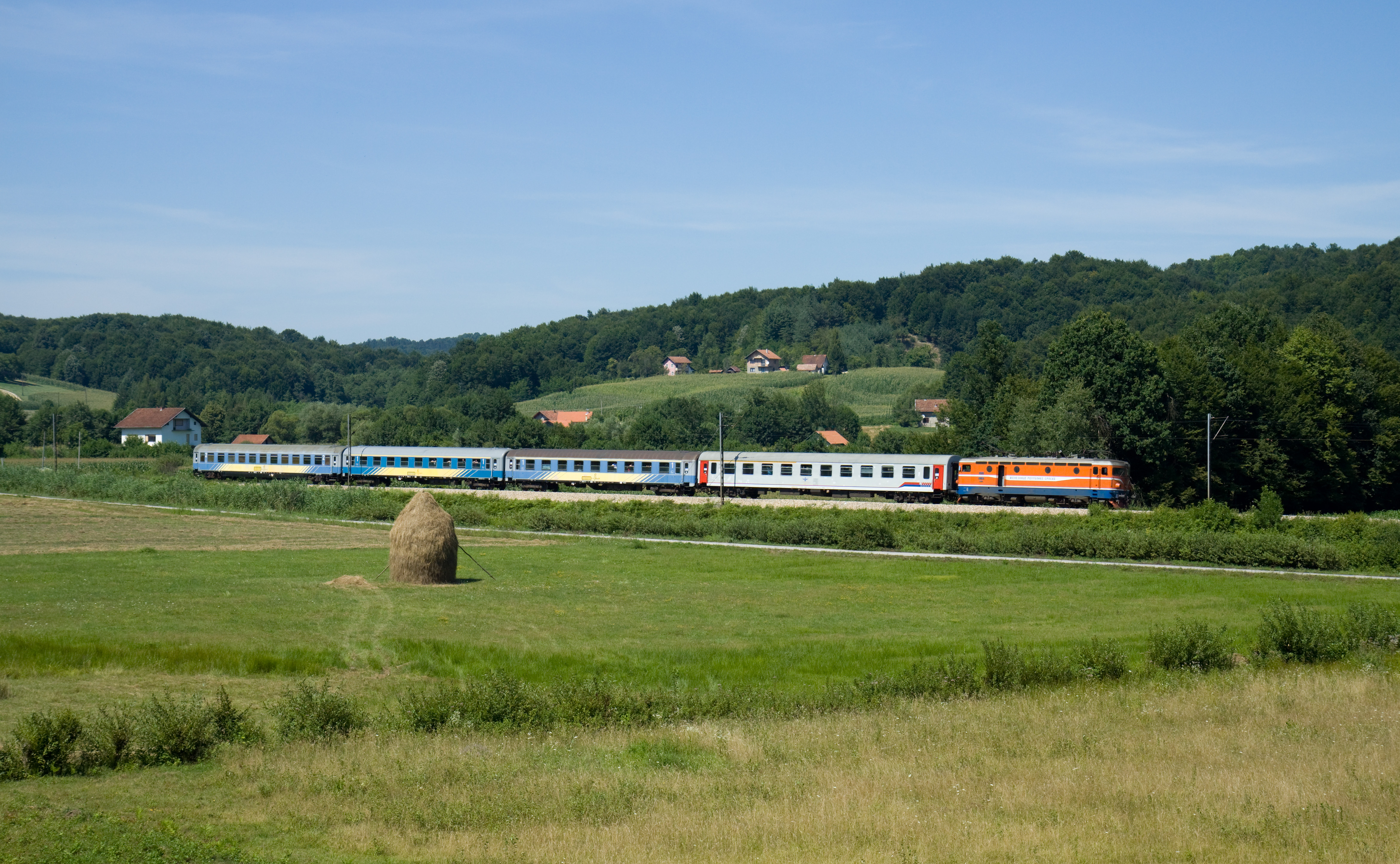
Modelo 441
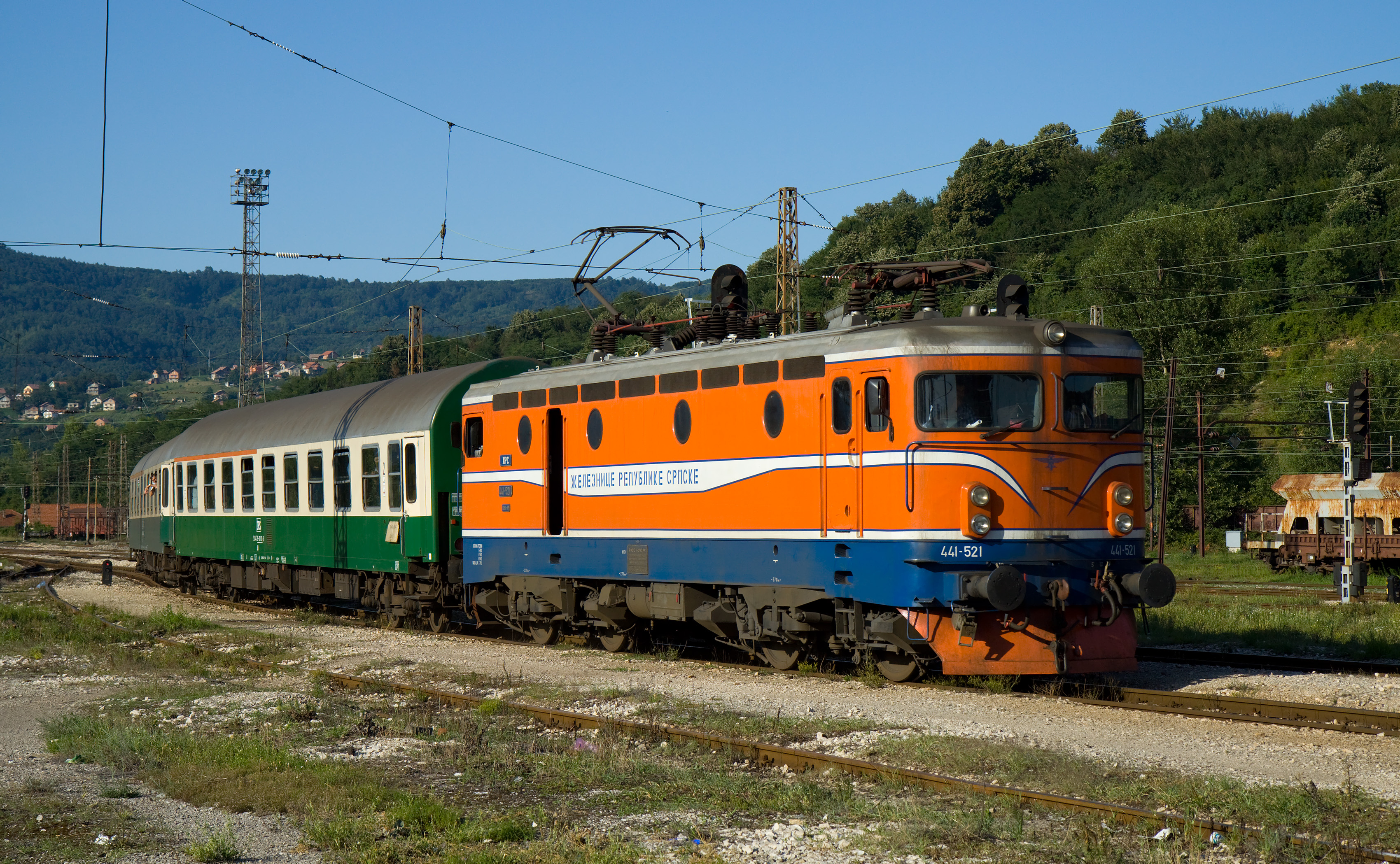
Modelo 441
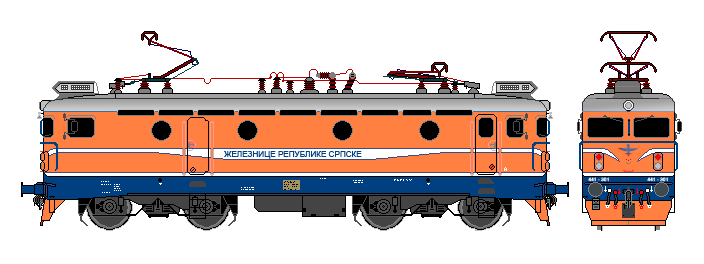
Modelo 441